# El Ghali Boukaa
El Ghali Boukaa (en arabe : الغالي بوقاع), né le 28 septembre 1981, est un cavalier marocain.

## Carrière
El Ghali Boukaa est médaillé d'or en saut d'obstacles individuel et par équipes aux Jeux africains de 2019 à Rabat.
Il participe aux Jeux olympiques d'été de 2020 à Tokyo.